# Список достопримечательностей Большого Монреаля

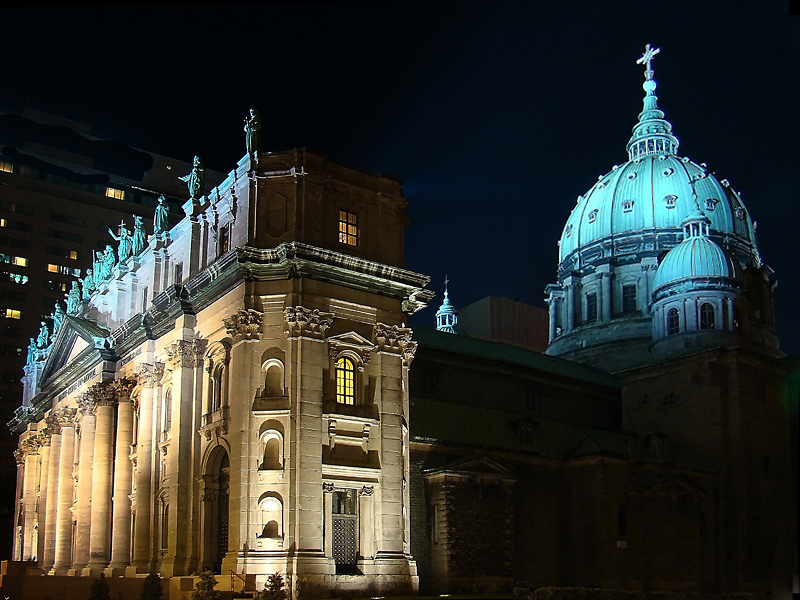
Базилика Марии-Царицы-мира

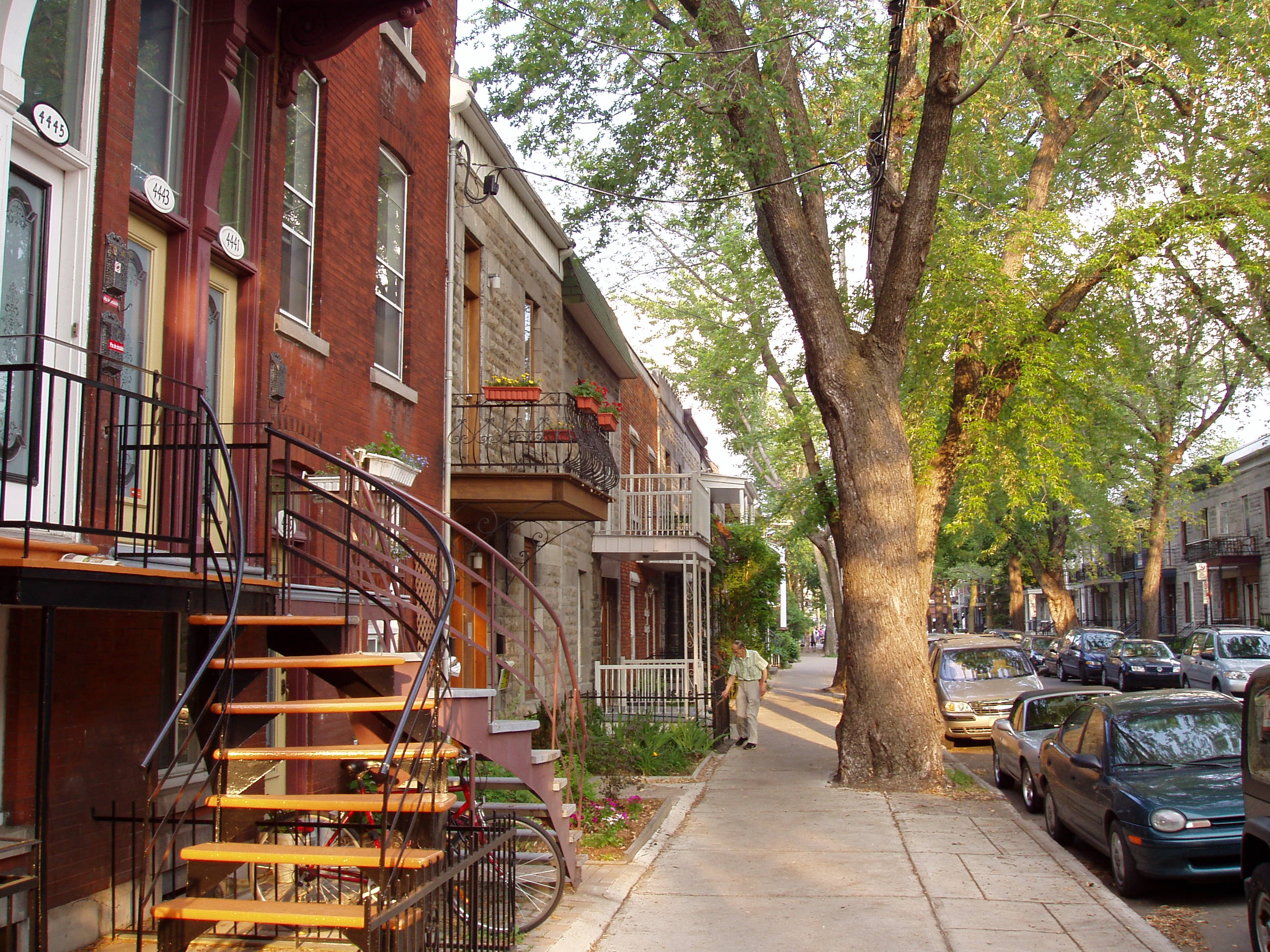
Типичная улица Монреаля

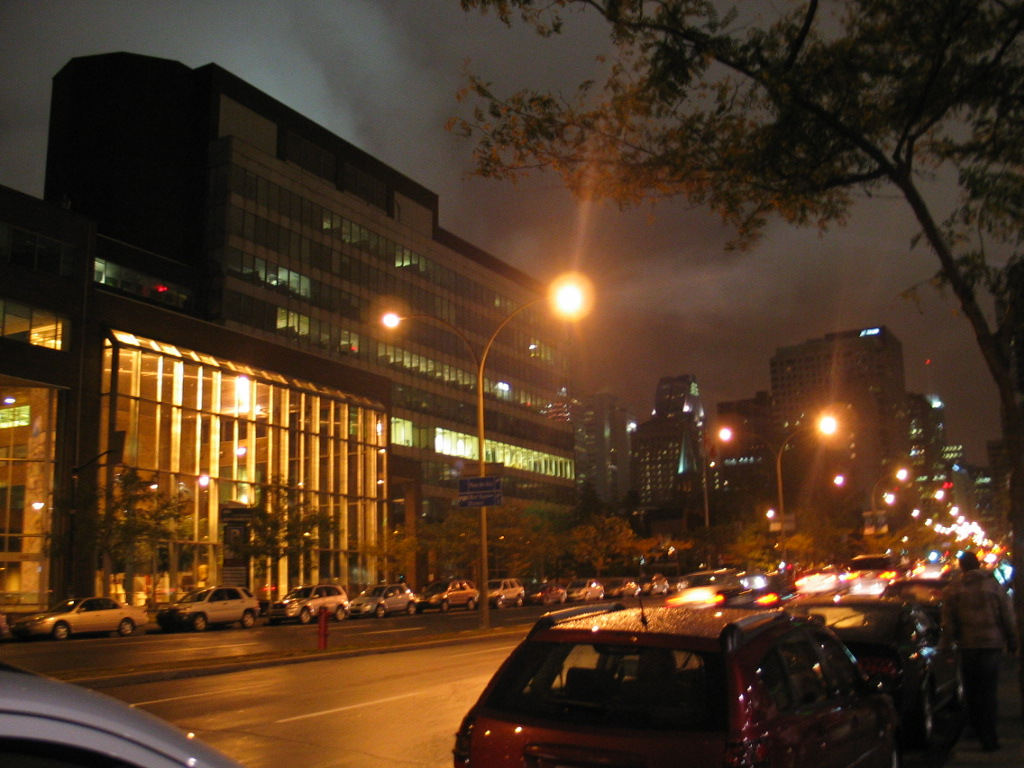
Ночной Монреаль

Большой Монреаль (включающий, помимо г. Монреаль, также гг. Лаваль и Лонгёй) является культурным центром не только провинции Квебек, но и всей франкоговорящей части Северной Америки, а также основным канадским производителем теле- и радиопередач, кинофильмов, театральных постановок, печатных и электронных изданий на французском языке.

## Архитектура
- en:Landmarks of Montreal
- Старый Монреаль — исторический и культурный центр города, где сосредоточено большинство достопримечательностей
- Рынок Бонсекур
- Базилика Нотр-Дам
- en:Atwater Market
- en:Jean-Talon Market
- en:Lachine Canal
- en:Old Port of Montreal

## Парки и ландшафтные достопримечательности
- en:Angrignon Park
- en:Belmont Park, Montreal
- en:Mount Royal

## Аттракционы
- Парк развлечений La Ronde, en:La Ronde (amusement park). Содержит в основном «головокружительные» аттракционы, поэтому рассчитан на детей от 12 лет и старше.
- Монреальское казино, en:Casino de Montréal
- Монреальский ботанический сад
- Детский центр развлечений Zig Zag Zoo в городке Водрёй-Дорьон к западу от Монреаля, http://www.zigzagzoo.ca
- Аквапарк Mont Saint Sauveur к северу от города, http://www.parcaquatique.com
- Аквапарк Super Aqua Club Pointe-Calumet, http://www.superaquaclub.com/

## Зоопарки
- Монреальский Биодом, en:Montreal Biodome
- Зоопарк Ecomuseum, en:Ecomuseum Zoo

## Театры и кинотеатры
- en:Montreal Symphony Orchestra
- en:Opéra de Montréal
- en:Quartier des Spectacles
- Театр имени Л. Варпаховского (был открыт в 1995 г., существует ли сейчас?)

## Фестивали
- en:Montreal Reggae Festival
- en:Montreal Jazz Festival
- en:Fantasia Festival — кинофестиваль
- Франкофоли де Монреаль
- en:Divers/Cité — парад ЛГБТ
- en:Just for Laughs comedy festival
- en:Rencontres internationales du documentaire de Montreal — фестиваль документального кино
- en:Pop Montreal indie-rock festival
- en:Black and Blue Festival — фестиваль ЛГБТ и кампания по сбору средств на борьбу со СПИДом
- en:Blue Metropolis — международный литературный фестиваль
- en:Montreal World Film Festival
- en:L’International des Feux Loto-Québec — международный конкурс фейерверков
- en:FestiBlues international de Montréal
- en:Montreal High Lights Festival
- en:Montreal International Festival of New Cinema and New Media
- en:Mondial de la Bière — один из крупнейших в Северной Америке фестивалей пива
- en:Jamaica day
- en:Trinidad day
- en:MEG = Montreal Electronic Groove festival
- en:Fringe Theatre — фестиваль «неформатного» театрального искусства
- en:Osheaga — рок-фестиваль
- Mutek — фестиваль Mutek (электронная и авангардная музыка)
- en:Kinetik Festival electronic noise and IDM music festival
- en:Otakuthon — фестиваль японской анимации
- en:Romani Yag — фестиваль цыганской культуры и музыки
- en:UnPop Montreal indie-rock festival
- en:Igloofest — музыкальный фестиваль в январе
- en:Bal en Blanc
- en:Montreal International Auto Show

## Спорт
- en:Olympic Stadium (Montreal)